# フェアモント・サンフランシスコ
フェアモント・サンフランシスコ（Fairmont San Francisco）は、アメリカ合衆国カリフォルニア州のサンフランシスコにある高級ホテルである。高級住宅地のノブ・ヒルに位置している。9階の本館と29階の新館から成る。本館は1907年築の古典主義建築で、アメリカ合衆国国家歴史登録財に指定された文化財である。フェアモント・ホテルズ・アンド・リゾーツが運営している。
フェアモント・サンフランシスコは、最初に「フェアモント」の名を冠したホテルである。この土地はかつて富豪ジェームズ・G・フェアの邸宅があった所である。フェアはネバダ州の銀山コムストック・ロードの経営で巨万の富を築き、ノブ・ヒルの高台に豪邸を建てた。彼の死後に娘が家を取り壊してホテルを建設し、フェアモントホテルと名付けた。その後、数回の所有者の変更を経て2016年以降は韓国の投資会社未来アセット金融グループが所有している。
同ホテルはサンフランシスコを代表する高級ホテルと目されており、アメリカ合衆国大統領訪問時の常宿となっている。